# Dagmara Kraus
Dagmara Kraus, née le 10 mars 1981 à Wrocław (Pologne), est une poète allemande.

## Biographie
Dagmara Kraus est née en 1981 en Pologne. Elle a émigré en Allemagne à l’âge de 7 ans. Après des études à l’Institut de Littérature de Leipzig, elle traduit des poètes polonais et français en allemand.
En 2022 et 2024 elle fait partie du jury du prix de poésie de Mérano.
Elle habite à Strasbourg.

## Œuvres
- kummerang. Gedichte. kookbooks, Berlin 2012,  (ISBN 978-3-937445-50-2)
- kleine grammaturgie. Gedichte (roughbook 026). Engeler, Leipzig; Solothurn u. a. 2013
- revolvers für flubis (= « Schöner Lesen » Nr. 118), SuKuLTuR, Berlin 2013,  (ISBN 978-3-941592-49-0)
- das vogelmot schlich mit geknickter schnute (= Reihe Lyrik, Bd. 41). kookbooks, Berlin 2015,  (ISBN 978-3-937445-70-0)
- wehbuch (undichte prosage) (roughbook 036). Urs Engeler, Berlin; Schupfart 2016,  (ISBN 978-3-906050-13-3)
- LENZ. 0x0a, 2016 (Downloadversion als PDF)
- Aby Ohrkranf's Hunch poem (roughbook 046). Urs Engeler, New York City; San Francisco u. a. 2018,  (ISBN 978-3-906050-37-9)
- liedvoll, deutschyzno. Gedichte. kookbooks, Berlin 2020,  (ISBN 9783948336011)
- Entstehung dunkel. Ein Geräuschtext. Audio-CD, gemeinsam mit Marc Matter. Moloko +, Schönebeck, OT Pretzien 2021, Catalog-Nr.: Plus 113
- Murfla und die Blocksbärte. Zu Miron Białoszewski. Verlag Das Wunderhorn, Heidelberg 2022,  (ISBN 978-3-88423-668-0)
- Poetiken des Sprungs (Reihe: Theorie, Nr. 17), Urs Engeler, Schupfart 2022,  (ISBN 978-3-906050-60-7)

## Récompenses et distinctions
- 2010 : Förderpreis für Literatur der Gesellschaft zur Förderung der Westfälischen Kulturarbeit (GWK)
- 2011 : Arbeitsstipendium des Berliner Senats
- 2015 : Karl-Sczuka-Förderpreis für Entstehung dunkel zusammen mit Marc Matter
- 2016 : Förderpreis zum Heimrad-Bäcker-Preis
- 2017 : Erlanger Literaturpreis für Poesie als Übersetzung für ihr lyrisches und übersetzerisches Werk
- 2018 : Prix littéraire de Cassel
- 2018 : Basler Lyrikpreis
- 2020 : Cena Václava Buriana
- 2021 : Ehrengabe der Deutschen Schillerstiftung
- 2021 : Lyrikpreis Meran (1. Preis)